# Цигонца
Цигонца (словен. Cigonca) — поселення в общині Словенська Бистриця, Подравський регіон‎, Словенія.